# Gegolfde spanner
De gegolfde spanner (Hydria undulata, synoniem: Rheumaptera undulata) is een nachtvlinder uit de familie van de spanners (Geometridae). 

## Kenmerken
De voorvleugellengte bedraagt tussen de 16 en 19 mm. De vleugels zijn lichtgekleurd met een groot aantal over de gehele vleugel verspreide bruine golvende dwarslijnen. In het midden van de vleugel liggen deze soms wat verder uit elkaar.

## Levenscyclus
De gegolfde spanner gebruikt bosbes en wilg als waardplanten. De rups is te vinden in augustus en september. De soort overwintert als pop. Er is jaarlijks een generatie die vliegt van eind mei tot in augustus.

## Voorkomen
De soort komt voor in een groot deel van het Palearctisch gebied en ook in Noord-Amerika. De gegolfde spanner is in Nederland een algemene en in België een vrij algemene soort. 